# Asymbolus galacticus
Asymbolus galacticus е вид пилозъба акула от семейство Scyliorhinidae. Видът не е застрашен от изчезване.

## Разпространение и местообитание
Разпространен е в Нова Каледония.
Среща се на дълбочина от 235 до 550 m.

## Описание
На дължина достигат до 46,6 cm.